# III (음악 그룹)
iii(아이아이아이)는 대한민국의 여성 6인조 걸 그룹이다.

## 내적
2023년,프리 데뷔 당초에는, 5인조 가상 인물 체제로 프리 데뷔하였다.
2023년 11월 23일,프리데뷔 싱글 'Forbidden Midnight'을 발매했다.
2025년 하반기, 공식 SNS 계정들을 리뉴얼하고 6인조로 정식 데뷔함을 발표했다.

## 구성원
| 이름 | 소개                                                                           |
| ---- | ------------------------------------------------------------------------------ |
| 태리 | - 생년월일 :2002년 9월 21일(22세) - 활동지역 : 대한민국                        |
| 하나 | - 생년월일 :2004년 5월 22일(21세) - 활동지역 : 일본                            |
| 은기 | - 생년월일 : 2004년 8월 16일(20세) - 활동지역 : 대한민국 - 전하이큐티의 멤버   |
| 수빈 | - 생년월일 : 2006년 6월 23일(19세) - 활동지역 : 대한민국 - 유니버스 티켓참가자 |
| 후란 | - 생년월일 : 2006년 11월 5일(18세) - 활동지역 : 대한민국 - 유니버스 티켓참가자 |
| 남킹 | - 생년월일 : 2007년 12월 19일(17세) - 활동지역 : 태국                          |